# Mark Hendrickson
Mark Allan Hendrickson, (Mount Vernon, Nueva York, 23 de junio de 1974) es un exjugador de baloncesto y béisbol estadounidense. Juega en la Universidad de Washington State al béisbol y al baloncesto, siendo drafteado en el año 1996 por los Philadelphia 76ers. Después de jugar en varios equipo de la NBA y de la CBA, en el año 2000, se retira del baloncesto y en el 2002 empieza su andadura en el béisbol profesional.  

## Estadísticas de su carrera en la NBA

### Temporada regular
| Año     | Equipo       | PJ  | PT | MPP  | %TC  | %3P  | %TL   | RPP | APP | ROB | TPP | PPP |
| ------- | ------------ | --- | -- | ---- | ---- | ---- | ----- | --- | --- | --- | --- | --- |
| 1996-97 | Philadelphia | 29  | 1  | 10.4 | .416 | .250 | .692  | 3.2 | .1  | .3  | .1  | 2.9 |
| 1997-98 | Sacramento   | 48  | 1  | 15.4 | .389 | .000 | .825  | 3.0 | .9  | .5  | .2  | 3.4 |
| 1998-99 | New Jersey   | 22  | 6  | 18.1 | .443 | .000 | .840  | 3.1 | .6  | .5  | .0  | 5.5 |
| 1999-00 | Cleveland    | 10  | 0  | 4.7  | .714 | —    | 1.000 | 1.1 | .3  | .2  | .1  | 1.2 |
| 1999-00 | New Jersey   | 5   | 0  | 4.8  | .000 | —    | .500  | .4  | .6  | .0  | .0  | .2  |
| Total   |              | 114 | 8  | 13.2 | .416 | .167 | .803  | 2.8 | .6  | .4  | .1  | 3.3 |